# Qingxiang od Chua
Kralj Qingxiang od Chua (楚頃襄王; Chǔ Qǐngxiāng Wáng) bio je rani kineski vladar, koji je vladao Chuom od 298./299. prije nove ere do svoje smrti 263. prije nove ere.
Njegovo je prezime bilo Xiong, a osobno ime Heng. Qingxiang je njegovo postumno ime.
Bio je sin kralja Huaija od Chua, kojeg je naslijedio. Imao je sina Wana, koji je postao Kaolie od Chua.